# Банк Ізраїлю
Банк Ізраїлю (івр. בנק ישראל) — центральний банк держави Ізраїль. Розташований у Єрусалимі, має філію у Тель-Авіві. Є емітентом Ізраїльського нового шекеля — національної валюти Ізраїлю.
Заснований у 1954 році. Його першим президентом (головою) був ізраїльський економіст українського походження Давид Горовіц. У 2005—2013 роках цю посаду займав Стенлі Фішер, який пізніше став заступником голови Федеральної резервної системи США.